# Groupe scolaire Notre-Dame de Valbenoîte
Le groupe scolaire Notre-Dame de Valbenoîte est un établissement catholique d'enseignement sous tutelle mariste et sous contrat d'association avec l'État, comprenant deux écoles et un collège, qui se situe dans le quartier de Valbenoîte à Saint-Étienne. Il a été fondé en 1827 par Saint Marcellin Champagnat en collaboration avec le Père Rouchon, alors curé de la paroisse de Valbenoîte.
Il longe la rivière du Furan et entoure l'église de Valbenoîte ainsi que la place de l'Abbaye.
Cet ensemble scolaire a changé de nom en 2016 et s'appelle maintenant : Ensemble scolaire Les Maristes - St Étienne.

## Étymologie
« Valbenoîte », dérivé des mots « val » et « benoit », veut dire « vallée bénie ».
Les élèves préfèrent le diminutif de « Valbo ».

## Histoire
Au départ, née de la volonté du curé de l'époque, le Père Rouchon, une petite congrégation s'évertue à éduquer les enfants de la paroisse. Étant impressionné par le travail réalisé par Saint Marcellin Champagnat, le curé de Valbenoîte propose en 1822 une fusion entre les deux communautés. Celle-ci s'avère impossible compte tenu de la différence forte entre les deux congrégations, à savoir la pauvreté matérielle et la simplicité des Petits Frères de Marie (Maristes) opposées à une plus grande sophistication des autres. En 1827, alors que ces derniers ont tous abandonné leur mission, le Père Rouchon se tourne de nouveau vers ceux qu'on appelle aujourd'hui les Frères Maristes, alors installés à l'Hermitage. On lui envoie quatre frères pour poursuivre la mission d'éducation auprès des enfants.
Cette école s'est nettement agrandie avec le temps. Elle s'est installée au XIXe siècle dans les murs d'une ancienne abbaye cistercienne fondée par Guy II de Forez au XIIe siècle. L'école suit aujourd'hui l'évolution démographique de la ville. Le déclin de cette dernière au profit de la « plaine » : Sury-le-comtal, Saint-Galmier, etc., se retrouve dans le cas de Valbenoîte. Successivement, l'internat a fermé, puis le lycée a été réuni au collège alors qu'il s'en trouvait auparavant séparé de plusieurs kilomètres.
En 2012, le groupe scolaire a été condamné à une amende supérieure à 100.000€ pour avoir licencié en mai 2009 son proviseur, Arthur Obringer, sans cause réelle et sérieuse. Celui-ci fut brutalement licencié après avoir publié un communiqué proposant de délocaliser le lycée dans la commune de Saint-Galmier, afin d'enrayer la chute des effectifs d'élèves.

## Activités
L'école comprend une aumônerie qui s'adresse à l'ensemble des élèves : "l'Oasis".
L'association de Parents d'élèves (A.P.E.L.) organise diverses activités tout au long de l'année dont une fête de l'ensemble scolaire, qui se tient le plus généralement en juin. L'argent récolté sert à financer diverses activités.
Une certaine tradition autour du chant choral a vu entre autres la création de comédies musicales, telles qu'Allons z'enfants dont le livret a été écrit par le directeur de l'époque, Jean Riou, et les deux enseignants d'éducation musicale et chant choral, Christian Didier et Pierre Tamaillon. Aujourd'hui avec des chorales au primaire et au collège, l'établissement poursuit dans cette voie.
L'établissement héberge le club Judo Valbo.

## Caractéristiques
L'école comporte de nombreux bâtiments qui entourent une cour de la taille d'un terrain de football. Valbenoîte propose de nombreuses langues (anglais, allemand, italien, espagnol...) et options (anglais autrement, art plastiques, théâtre). En 2015, le lycée se classe 18e sur 31 au niveau départemental quant à la qualité d'enseignement, et 1270e au niveau national. Le classement s'établit sur trois critères : le taux de réussite au bac, la proportion d'élèves de première qui obtient le baccalauréat en ayant fait les deux dernières années de leur scolarité dans l'établissement, et la valeur ajoutée (calculée à partir de l'origine sociale des élèves, de leur âge et de leurs résultats au diplôme national du brevet). Le lycée a fermé en 2017.

## Nombre d'élèves
Il est d'environ 650 pour l'année 2020-2021. Le collège compte aujourd'hui deux classes par niveau ainsi qu'un dispositif ULIS.

## Personnalités
Le chanteur Sliimy a été élève au collège et au lycée de Valbenoîte. Le célèbre cuisinier Pierre Gagnaire a également fréquenté le lycée ainsi que la joueuse de tennis Aravane Rezaï et l’écrivain et scénariste Sabri Louatah 